# Tengőd
Tengőd é um município da Hungria, situado no condado de Somogy. Tem 30,21 km² de área e sua população em 2019 foi estimada em 428 habitantes.